# Zürcher Kantonale Mittelstufe

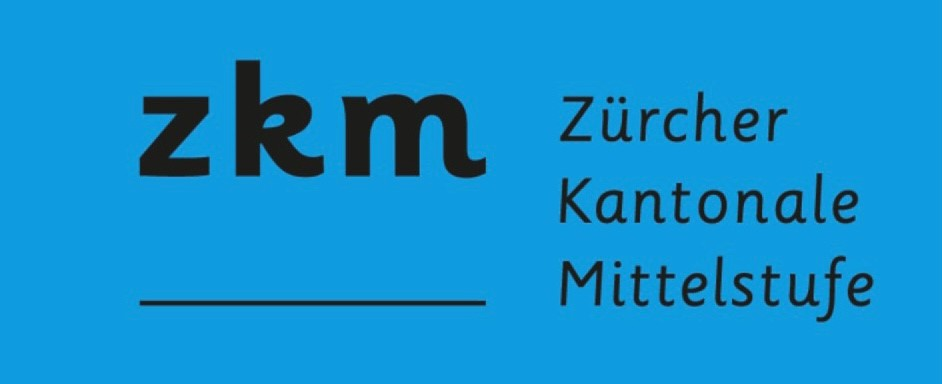

Die Zürcher Kantonale Mittelstufe (ZKM) ist ein schweizerischer Berufsverband, welcher die gewerkschaftlichen und bildungspolitischen Interessen von Lehrpersonen der Mittelstufe im Kanton Zürich vertritt. Sie ist als Verein organisiert und hat ihren Sitz in Winterthur.
Die ZKM ist basisdemokratisch strukturiert und pflegt als Mitgliederorganisation eine enge Zusammenarbeit mit dem stufen- und sektionsübergreifenden Zürcher Lehrerinnen- und Lehrerverband (ZLV).
Neben der gewerkschaftspolitischen Tätigkeit betreibt die ZKM einen nischenorientierten Lehrmittelverlag, den ZKM-Verlag.

## Struktur
Das Tagesgeschäft der ZKM wird von einem bis zu neunköpfigen, jeweils für zwei Jahre gewählten Vorstand geführt. Die jährlich zusammentretende Delegiertenversammlung wählt den Vorstand und segnet dessen Geschäftsführung per Mehrheitsentscheid ab. Wie bei basisdemokratisch aufgebauten Vereinen üblich obliegt es jedoch der Mitgliederbasis, die wichtigsten vereinsinternen und politischen Entschiede zu treffen. Dementsprechend ist das höchste Organ der ZKM die Mitgliederversammlung. Diese tritt ordentlich jedes Jahr  zusammen und wählt dabei unter anderem die Delegierten.
Seit den Neunzigerjahren ist die ZKM eine Mitgliederorganisation des Zürcher Lehrerinnen- und Lehrerverbands (ZLV). Dieser vereint die gewerkschaftlichen Vertretungen sämtlicher Stufen und Sektionen der Volksschule unter seinem Dach. Die ZKM pflegt eine enge Kooperation mit dem ZLV und dessen Mitgliederorganisationen und Sektionen und hat Vertretungen in allen wichtigen ZLV-Gremien, so auch in der Geschäftsleitung. Der Status als Mitgliederorganisation des ZLV tangiert ihre eigenständige Rechtspersönlichkeit nicht.
Die ZKM ist ausserdem Mitglied des schweizweit agierenden Dachverband Schweizer Lehrerinnen und Lehrer (LCH).

## Geschichte

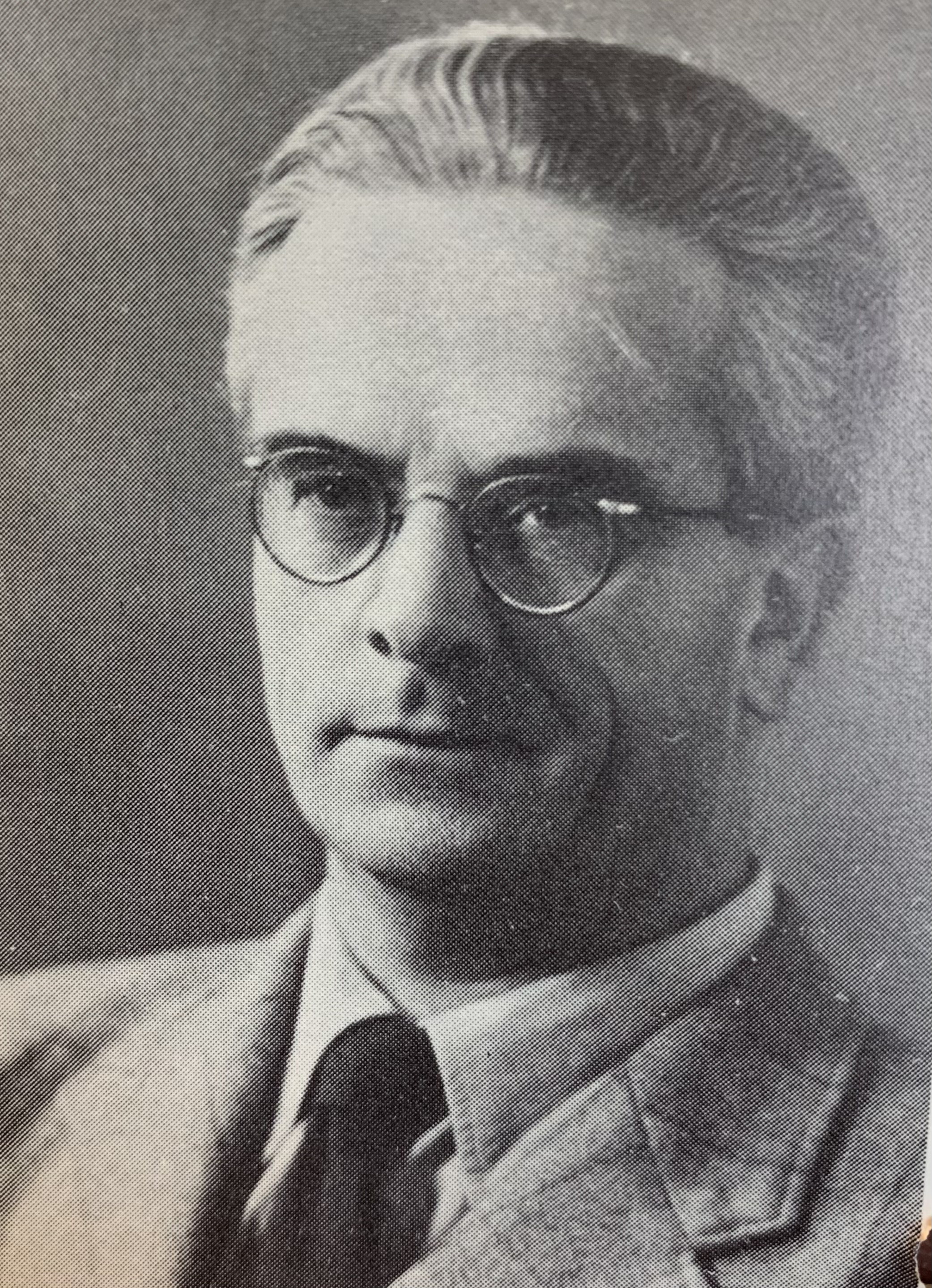
ZKM-Gründer Paul Keller

Die heutige ZKM wurde am 5. September 1925 in Zürich als Reallehrerkonferenz des Kantons Zürich (RLK) gegründet. Dies stellte zum damaligen Zeitpunkt eine Pionierleistung dar, zuvor waren Lehrpersonen kaum untereinander organisiert. Im Gründungsjahr schlossen sich 150 Lehrpersonen der RLK an. Initiator und erster Präsident war Paul Keller. 
Zu Beginn bestand die Verbandstätigkeit in erster Linie darin, die bestehenden Lehrmittel zu kommentieren und zu verbessern, sowie bei Bedarf eigene Titel zu generieren. 
Nach einigen Startschwierigkeiten aufgrund geringer Beteiligung wuchs die Mitgliederzahl ab 1930 stetig an und die folgenden Jahrzehnte waren geprägt durch den kontinuierlichen Ausbau der Verbandsarbeit. So widmete sich die RLK vermehrt auch gewerkschaftlichen Themen, vernetzte sich mit anderen Organisationen und organisierte Weiterbildungsanlässe für Lehrpersonen. 
Mit der Teilrevision des Volksschulgesetzes im Jahr 1960 bekam ein Teil der Oberstufe ab der siebten Klasse den Namen Realschule. Als Vertretung von Primarlehrpersonen war die RLK deshalb zu einer Namensänderung gezwungen, um Verwechslungen zu vermeiden. Die Jahresversammlung einigte sich auf den Namen Zürcher Kantonale Mittelstufenkonferenz (ZKM).

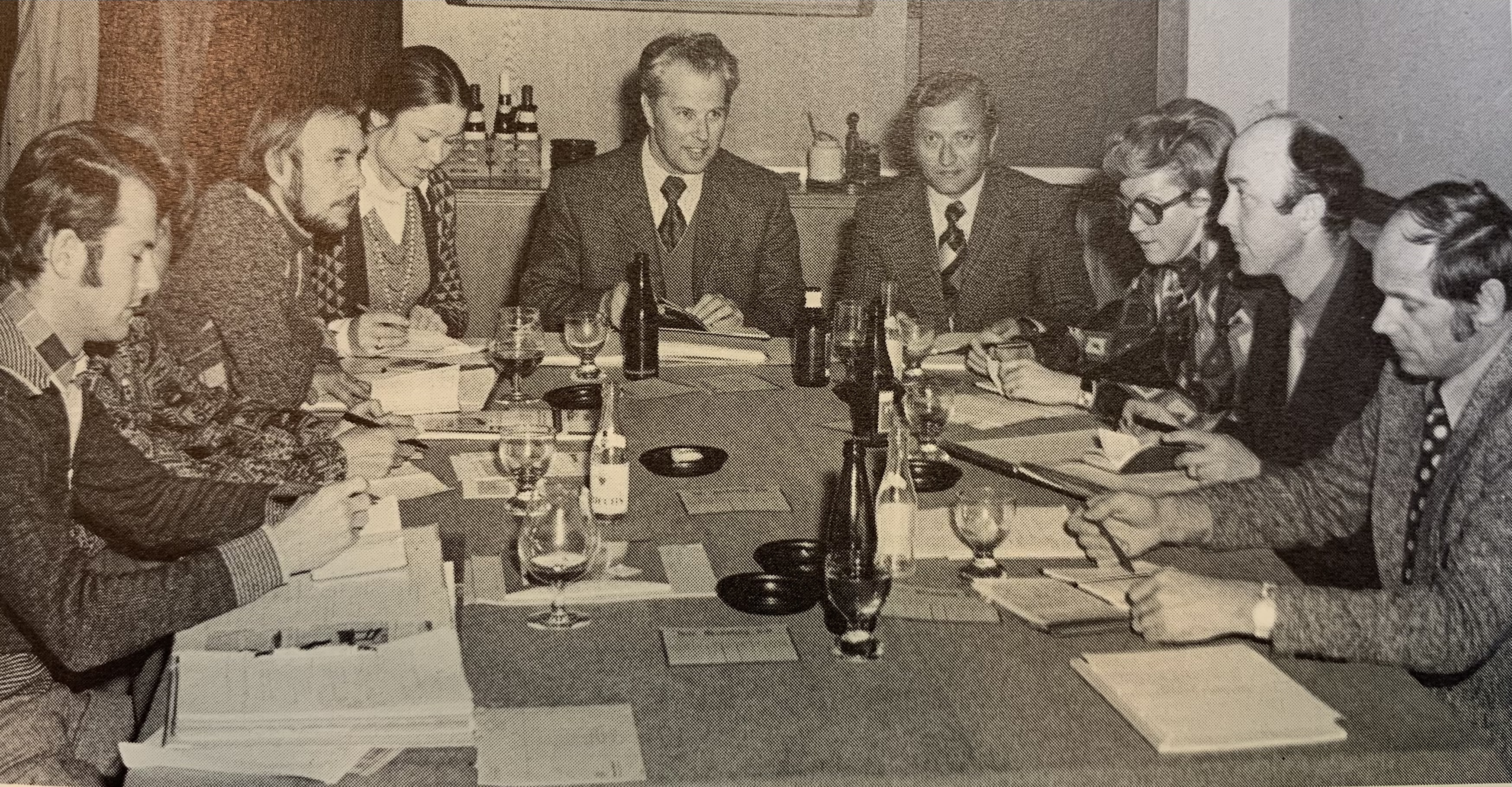
Vorstand um Präsident Hansjörg Brändli, 1976

Auch in der Folge stiegen die Mitgliederzahlen weiter, im Schuljahr 1968/69 vertrat die ZKM erstmals über 1000 Lehrpersonen. Demzufolge musste auch der Vorstand vergrössert werden, dieser bestand in den Siebzigerjahren aus neun Personen. 
Einige Jahre später erwies sich das System mit Jahresversammlungen aller Mitglieder als nicht mehr praktikabel. Nachdem die Mitgliederzahl im Jahr 1983 mit über 1600 Personen den bis heute höchsten Wert angenommen hatte, entschied sich die Jahresversammlung im Jahr 1987 für ein Delegiertensystem, welches auch aktuell noch praktiziert wird. 
Zu Beginn der Neunzigerjahre kam die Idee auf, die Kräfte aller Lehrpersonenverbände im Kanton Zürich zu bündeln und sich im Rahmen einer Strukturreform des damaligen Zürcher Kantonalen Lehrerverbands (ZKLV) zusammenzuschliessen. Wie alle anderen bis dahin gegründeten Lehrpersonenverbände entschieden sich auch die Mitglieder der ZKM für einen Beitritt zum ZKLV (heute ZLV).

## Tätigkeit
Die ZKM vertritt die Anliegen seiner Mitgliederbasis im politischen, aber auch im pädagogischen Bereich. Das Tätigkeitsfeld ist dabei auf drei Säulen abgestützt, dem gewerkschaftlichen Teil, dem Lehrmittelverlag und der Lehrpersonenweiterbildung.

### Gewerkschaftspolitik
Der ZKM-Vorstand diskutiert aktuelle bildungspolitischen Themen und generiert Haltungen und Positionen. Er nimmt dabei die dringlichsten Anliegen der Mitgliederbasis über Vernehmlassungen und Umfragen auf. Verbandsmitglieder können sich ausserdem direkt oder über die Delegierten an den Vorstand wenden.
Diese politischen Positionen werden gegenüber den Bildungsbehörden vertreten. Der Vorstand fungiert dabei als Ansprechpartner für Organisationen und Behörden. Weiter äussert er sich regelmässig medial zu relevanten bildungspolitischen Themen wie den Lehrplan 21 oder den Übertritt in die Sekundarschule oder ans Gymnasium. Er hat ausserdem Einsitz in allen Gremien des Zürcher Lehrerinnen- und Lehrerverbands und tritt dabei als Stimme der Mittelstufenlehrpersonen auf.
Im Bedarfsfall kann die ZKM auf alle politischen Instrumente der direkten Demokratie zurückgreifen. Dies geschah zuletzt 2017 mit der Lancierung der Fremdspracheninitiative im Kanton Zürich.

### Verlag
Die Beteiligung am Lehrmittelmarkt ist bereits seit der Vereinsgründung ein Pfeiler der Verbandstätigkeit. Wurde der Verlag zu Beginn noch im Rahmen des Vorstands geführt, entstand im Schuljahr 1968/69 erstmals ein eigener Verlagsausschuss, welcher sich aus mehreren Mitgliedern konstituierte. Mit dessen Gründung schossen die Umsatzzahlen zeitweise markant in die Höhe. Nach einigen kostenintensiven Projekten unter halbprofessioneller Führung und darauffolgenden finanziellen Problemen um die Jahrtausendwende wurde 2014 ein weiterer Professionalisierungsschritt vollzogen, indem eine professionelle Verlagsleitung angestellt, das Sortiment erneuert und das eine einheitliche Marketingstrategie entwickelt wurde. Dies verlieh dem Verlag einen positiven Aufschwung. Heute zählt der Verlag vier Angestellte.
Das Angebot des ZKM-Verlags umfasst sämtliche Schulfächer wie auch überfachliche Themen. Ausserdem werden neben einem Fokus auf der Mittelstufe auch andere Schulstufen abgedeckt. Die einzelnen Titel sind dabei als Ergänzungen zu den bestehenden Materialien der grossen Lehrmittelverlage zu verstehen. Einen hohen Marktanteil hat der ZKM-Verlag vor allem mit seinen Titeln im Bereich der Vorbereitung auf die Aufnahmeprüfung ans Gymnasium mit Kundschaft im gesamten deutschschweizerischen Raum.
Ziel des Verlags ist ein hoher Praxisbezug und die Orientierung an den Bedürfnissen von Lehrpersonen und Eltern. Die Autorenteams verfügen selbst über einen Bildungshintergrund.

### ZKM-Tagung

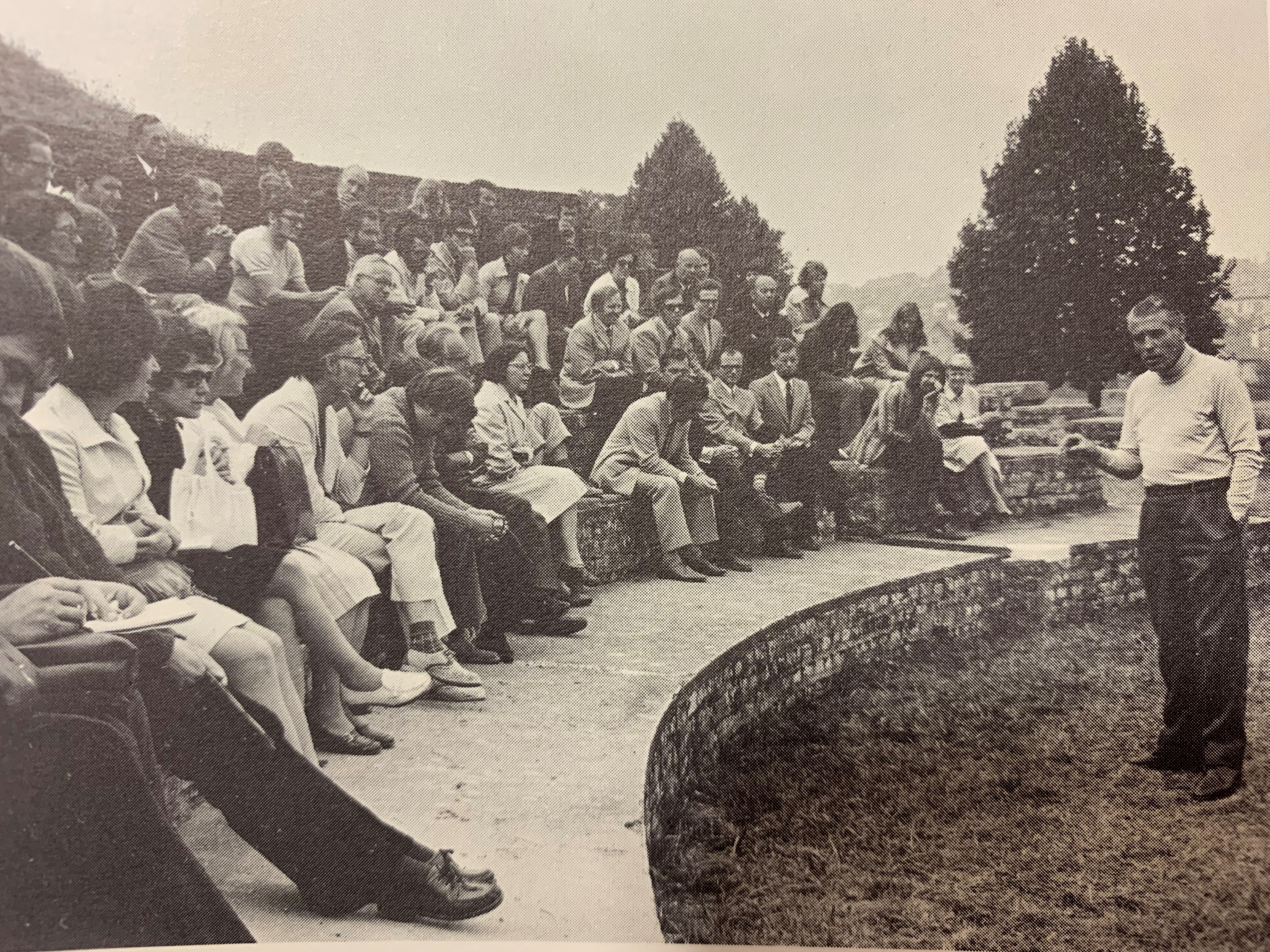
ZKM-Tagung in Fribourg, 1972

Die Lehrpersonenweiterbildung ist die dritte Säule der Verbandstätigkeit. Alljährlich findet im Kanton Zürich die ZKM-Tagung statt. Diese beinhaltet Referate und Workshops zu aktuellen Themen aus dem Schulalltag und der Bildungslandschaft.

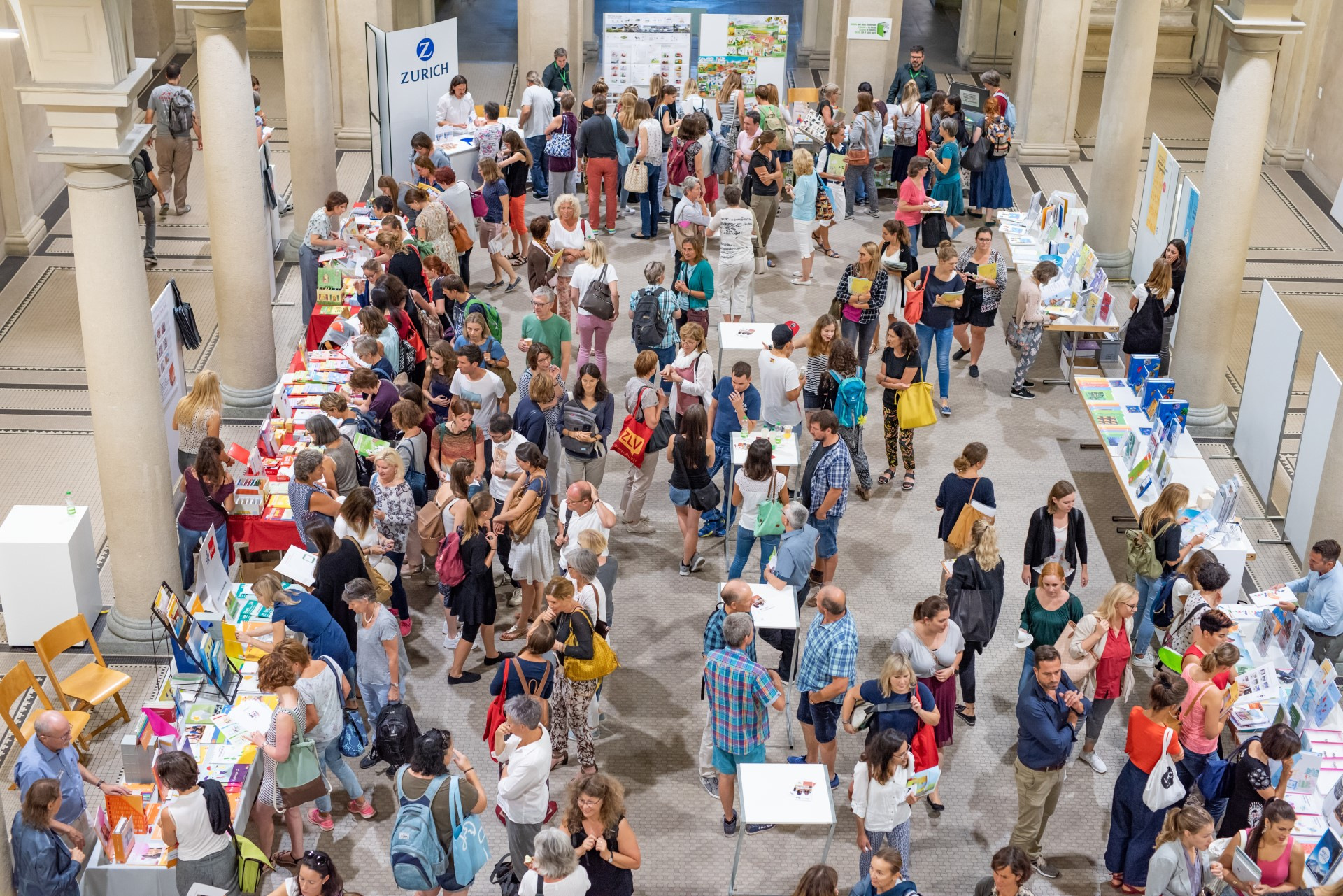
ZKM-Tagung an der ETH Zürich, 2018

Ausserdem nehmen jeweils Vertretungen aus der Bildungspolitik, den wichtigsten Behörden und Verbänden teil. Die Tagung soll also einerseits als Weiterbildungsanlass dienen, andererseits aber auch einen Rahmen bieten, indem sich Lehrpersonen untereinander sowie mit Politik und Behörden vernetzen können.
Die ZKM-Tagung hat verbandsintern eine lange Tradition, die erste «heimatkundliche Tagung» wurde im Jahr 1945 durchgeführt. Sie stiess dabei stets auf reges Interesse, im Rekordjahr 2008 nahmen 1400 Personen teil. Die ZKM-Tagung ist der grösste Weiterbildungsanlass für Lehrpersonen im Kanton Zürich.